# ドイツ鯉
ドイツ鯉（ドイツごい）は、ドイツ、オーストリア向けに改良されたコイの飼育品種である。

## 概要
日本には、1904年（明治37年）に伝わった。現在の日本では、鑑賞用として利用されるのが主流とされる。

## 特徴
一般のコイと比べ、鱗が少なく、各ひれの基部分にほんの僅かな微量の鱗が残っているものをカワゴイ、側線上に大形の鱗のあるものをカガミゴイと称しており、この両方を総称する。体高が高く、成長が速く、耐寒性が高い品種である。